# Cupa UEFA Intertoto 2007
     Nord
     Est-Centrală
     Sud-Mediteraneană

Nord
Est-Centrală
Sud-Mediteraneană

Cupa UEFA Intertoto 2007 a fost cea de-a 19-a și penultima ediție a competiției. Câștigătoarea a fost echipa germană Hamburger SV.

## Prima rundă
Prima rundă s-a desfășurat între 23 și 24 iunie 2007, în timp ce a doua rundă a avut loc între 30 iunie și 1 iulie 2007.
| Echipa #1                  | Total                      | Echipa #2                  | Tur                        | Retur                      |
| Regiunea Sud-Mediteraneană | Regiunea Sud-Mediteraneană | Regiunea Sud-Mediteraneană | Regiunea Sud-Mediteraneană | Regiunea Sud-Mediteraneană |
| -------------------------- | -------------------------- | -------------------------- | -------------------------- | -------------------------- |
| Gloria Bistrița1           | 3-2                        | Grbalj                     | 2-1                        | 1-12                       |
| NK Zagreb                  | 2-2(a)                     | Vllaznia Shkodër           | 2-1                        | 0-1                        |
| Ethnikos Achnas            | 1-2                        | Makedonija Ğjorče Petrov   | 1-0                        | 2-0                        |
| Birkirkara                 | 1-5                        | Maribor                    | 0-3                        | 1-2                        |
| Sant Julià                 | 4-6                        | FK Slavija                 | 2-3                        | 2-3                        |
| Regiunea Est-Centrală      |                            |                            |                            |                            |
| Tobol                      | 3-2                        | Zestaponi                  | 3-0                        | 0-2                        |
| Shakhtyor                  | 4-3                        | Ararat Yerevan             | 4-1                        | 0-2                        |
| Baku                       | 2-2(1-3p)                  | Dacia Chișinău             | 1-1                        | 1-1                        |
| Differdange                | 0-5                        | Slovan Bratislava          | 0-2                        | 0-3                        |
| Regiunea Nordică           |                            |                            |                            |                            |
| Cliftonville               | 2-1                        | Dinaburg                   | 1-1<                       | 1-0                        |
| Hammarby                   | 3-1                        | Klaksvík                   | 1-0                        | 2-1                        |
| Honka                      | 4-2                        | TVMK                       | 0-0                        | 4-2                        |
| Valur                      | 1-2                        | Cork City                  | 0-2                        | 1-0                        |
| Vėtra                      | (a)6-6                     | Llanelli                   | 3-1                        | 3-57                       |

1 În urmă ce Scoția și Norvegia s-au retras, locurile libere au fost acordate României și Andorrei.

2

## Runda a doua
The first legs were held on 7 and 8 July 2007, while the second legs were held on 14 and 15 July 2007.
| Echipa #1                     | Total                         | Echipa #2                     | Tur                           | Retur                         |
| Southern-Mediterranean region | Southern-Mediterranean region | Southern-Mediterranean region | Southern-Mediterranean region | Southern-Mediterranean region |
| ----------------------------- | ----------------------------- | ----------------------------- | ----------------------------- | ----------------------------- |
| FK Slavija                    | 0-3                           | Oțelul Galați                 | 0-01                          | 0-3                           |
| Makedonija Ğorče Petrov       | 0-7                           | Cherno More Varna             | 0-42                          | 0-33                          |
| Maribor                       | 2-5                           | FK Hajduk Kula                | 2-0                           | 0-54                          |
| Trabzonspor                   | 10-0                          | Vllaznia Shkodër              | 6-0                           | 4-0                           |
| Maccabi Haifa                 | 2-2(2-3p)                     | Gloria Bistrița               | 0-2                           | 2-0(aet)                      |
| Central-East region           |                               |                               |                               |                               |
| Dacia Chișinău                | (3-0p)1-1                     | St. Gallen                    | 0-1                           | 1-0(aet)                      |
| Zalaegerszeg                  | 0-5                           | Rubin Kazan                   | 0-3                           | 0-2                           |
| Rapid Wien                    | 3-2                           | Slovan Bratislava             | 3-1                           | 0-1                           |
| Cernomoreț Odesa              | 6-2                           | Shakhtyor                     | 4-2                           | 2-0                           |
| Tobol                         | 3-1                           | Slovan Liberec                | 1-1                           | 2-0                           |
| Northern region               |                               |                               |                               |                               |
| Honka                         | 3-3 (a)                       | AaB                           | 2-25                          | 1-1                           |
| Vėtra                         | 3-06                          | Legia Varșovia                | 3-0 (Awarded)                 | (w/o)                         |
| Gent                          | 6-0                           | Cliftonville                  | 2-0                           | 4-07                          |
| Cork City                     | 1-2                           | Hammarby                      | 1-1                           | 0-18                          |

1 Acest meci s-a jucat pe Koševo Stadium în Sarajevo deoarece FK Slavija stadionul din Istočno Sarajevo nu îndeplinește standardele UEFA.

2 Acest meci s-a jucat pe Skopje City Stadium in Skopje because FK Makedonija's ground in Skopje does not meet UEFA standards.

3 Acest meci s-a jucat pe Naftex Stadium în Burgas because PFC Cherno More Varna's ground in Varna doesn't meet UEFA standards.

4 Acest meci s-a jucat pe Marakana din Belgrad because Hajduk's ground in Kula doesn't meet UEFA standards.

5 Acest meci s-a jucat pe Pohjola Stadion in Vantaa because FC Honka's ground in Espoo does not meet UEFA standards.

6 Victoria în acest meci a fost acordată echipei Vėtra cu scor de 3-0 în fața Legiei, după ce fanii au invadat stadionul în prima manșă UEFA a expulzat-o pe Legia din Cupa Intertoto din 2007 și a interzis clubul dintr-un sezon european viitor și o suspendare de 5 ani din cupele europene.

7 This match was played at Linfield F.C.'s Windsor Park in Belfast because Cliftonville F.C.'s Solitude does not meet UEFA standards.

8 This match was played at Råsunda in Solna because Hammarby's ground does not meet UEFA standards.

## Runda a treia
| Echipa #1                  | Total                      | Echipa #2                  | Tur                        | Retur                      |
| Regiunea Sud-Mediteraneană | Regiunea Sud-Mediteraneană | Regiunea Sud-Mediteraneană | Regiunea Sud-Mediteraneană | Regiunea Sud-Mediteraneană |
| -------------------------- | -------------------------- | -------------------------- | -------------------------- | -------------------------- |
| FK Hajduk Kula             | 2-4                        | União Leiria               | 1-01                       | 1-4(aet)                   |
| Cherno More Varna          | 0-2                        | Sampdoria                  | 0-12                       | 0-1                        |
| Gloria Bistrița            | 2-2(a)                     | Atlético Madrid            | 2-1                        | 0-1                        |
| Oțelul Galați              | 4-2                        | Trabzonspor                | 2-1                        | 2-1                        |
| Regiunea Est-Centrală      |                            |                            |                            |                            |
| Tobol Kostanay             | 2-0                        | OFI Creta                  | 1-0                        | 1-0                        |
| Dacia Chișinău             | 1-5                        | Hamburg                    | 1-1                        | 0-4                        |
| Cernomoreț Odesa           | 1-3                        | Lens                       | 0-0                        | 1-3                        |
| Rapid Vienna               | 3-1                        | Rubin Kazan                | 3-1                        | 0-0                        |
| Regiunea Nordică           |                            |                            |                            |                            |
| FK Vėtra                   | 0-6                        | Blackburn Rovers           | 0-2                        | 0-4                        |
| Hammarby                   | (a)1-1                     | Utrecht                    | 0-03                       | 1-1                        |
| KAA Gent                   | 2-3                        | Aalborg BK                 | 1-1                        | 1-2                        |

- Hamburg (Overall winners)
- Atlético Madrid
- Aalborg
- Sampdoria '
- Blackburn Rovers
- Lens
- União Leiria
- Rapid Vienna
- Hammarby
- Oțelul Galați
- Tobol Kostanay

## Top golgheteri
| Pos | Player                    | Nationality           | Club                       | Goals |
| --- | ------------------------- | --------------------- | -------------------------- | ----- |
| 1   | Vitali Volkov             | Russia                | Rubin Kazan                | 4     |
| -   | Ersen Martin              | Turkey                | Trabzonspor                | 4     |
| -   | Steffen Hofmann           | Germany               | Rapid Vienna               | 4     |
| 4   | Dimitar Makriev           | Bulgaria              | NK Maribor                 | 3     |
| -   | Rhys Griffiths            | Wales                 | Llanelli                   | 3     |
| -   | Jami Puustinen            | Finland               | FC Honka                   | 3     |
| -   | Igor Bugaev               | Moldova               | Cernomoreț Odesa           | 3     |
| -   | Dominic Foley             | Ireland               | KAA Gent                   | 3     |
| -   | Dorel Zaharia             | Romania               | Gloria Bistrița            | 3     |
| -   | Ruslan Baltiev            | Kazakhstan            | FC Tobol                   | 3     |
| -   | Adékambi Olufadé          | Togo                  | KAA Gent                   | 3     |
| -   | Gabriel Jula              | Romania               | Oțelul Galați              | 3     |
| 13  | Arlind Norra              | Albania               | Vllaznia Shkodër           | 2     |
| -   | Goranco Stojanovski       | Republic of Macedonia | FK Makedonija Ğorče Petrov | 2     |
| -   | Valery Onila              | Moldova               | FC Dacia Chișinău          | 2     |
| -   | Markos Pineiro Pizelli    | Brazil                | Ararat Yerevan             | 2     |
| -   | Milos Djalac              | Montenegro            | FK Grbalj                  | 2     |
| -   | Vitalis Stankievičius     | Lithuania             | FK Vetra                   | 2     |
| -   | Markos Da Silva           | Brazil                | Cherno More Varna          | 2     |
| -   | Alyaksey Ryas             | Belarus               | FC Shakhtyor               | 2     |
| -   | Nurbol Zhumaskaliyev      | Kazakhstan            | FC Tobol                   | 2     |
| -   | Roni Porokara             | Finland               | FC Honka                   | 2     |
| -   | Nikola Komazec            | Serbia                | FK Hajduk Kula             | 2     |
| -   | Umut Bulut                | Turkey                | Trabzonspor                | 2     |
| -   | Cosmin Tilincă            | Romania               | Gloria Bistrița            | 2     |
| -   | Gabriel Paraschiv         | Romania               | Oțelul Galați              | 2     |
| -   | Milan Perić               | Serbia                | FK Hajduk Kula             | 2     |
| -   | Benni McCarthy            | South Africa          | Blackburn Rovers           | 2     |
| -   | Oleh Venglinsky           | Ukraine               | Cernomoreț Odesa           | 2     |
| -   | Rafael van der Vaart      | Netherlands           | Hamburger SV               | 2     |
| -   | Kanga Akale               | Côte d'Ivoire         | RC Lens                    | 2     |
| -   | Nuno Rodrigues Laranjeiro | Portugal              | UD Leiria                  | 2     |